# Mossberg 930
Mossberg 930 — полуавтоматическое ружье 12-го калибра, разработанное компанией O.F. Mossberg & Sons для охотников и спортсменов.

## Варианты
- Hunting
- Tactical
- JM Pro Series
- Pro Series Sporting